# Evangelii Gaudium
Evangelii Gaudium (укр. Радість Євангелія) — апостольський лист від Папи Франциска, оголошений 24 листопада 2013 року як промульгація, що мав підзаголовок «Проповідування Євангелія у світі сьогодні». Згідно із закликом, Церква повинна розуміти себе як «спільноту учнів-місіонерів», які «постійно знаходяться в стані місії» . Він був описаний як «маніфест Франциска» та «Маґна Карта на реформу Церкви».
«Evangelii gaudium» торкається багатьох тем папства Франциска, включаючи зобов'язання християн перед жебраками та обов'язок встановлювати та підтримувати справедливі економічні, політичні та правові порядки. Франциск каже, що світ "вже не може довіряти невидимим силам і «невидимій руці ринку» й закликає до дії «поза простою ментальністю добробуту», яка «атакує структурні причини соціальної нерівності». Переосмислюючи пріоритети суспільства, він запитує, чому «це не новина, коли літня бездомна людина помирає від такого впливу, але це новина, коли фондова біржа втрачає два бали?»
На відміну від стилю письма попередніх Пап, «Evangelii gaudium» написаний не в академічному стилі, а «мовою, яка легко зрозуміла і захоплююча». У документі 47 560 слів, де Франциск використовує слово «любов» 154 рази, «радість» 109 разів, «жебраки» 91 раз, «мир» 58 разів, «справедливість» 37 разів, «спільне благо» 15 разів.

## Питання та намір
Роздумуючи над проголошенням Євангелія у світі сьогодні, Папа Франциск спирається на посилання та критику, яку він висловлював у минулому, і має намір забезпечити священнослужителів, освячених людей та мирян поживою для роздумів про стан світу та Католицької Церкви, і проповідування ними Євангелія.
Він зазначає, що Апостольське звернення відповідає побажанням учасників Синоду єпископів. Врешті це також може розглядатися як «постсинодальний апостольський заклик». Слід детально розглянути такі питання:
- Реформа Церкви в місіонерському стані
- Спокуси тих, хто займається душпастирською опікою
- Церква, що розуміється як цілість євангелізуючих людей Божих
- Проповідь та її підготовка
- Соціальне включення бідних
- Мир та соціальний діалог
- Духовні мотиви місіонерської праці

Ці питання давали би важливий імпульс. Папа Римський уникає прямих інструкцій чи розпоряджень. Він розрізняє тематичні області, пояснює їх значення та передає можливі рішення адресатам. У розділі «Цілі та межі цього листа» він пояснює, що Папа не уповноважений втручатися в справи місцевих єпископів при оцінці всіх питань, що виникають у їхніх областях. У цьому сенсі він відчуває «необхідність просуватися в повноцінній» децентралізації.

## Зміст
Лист складається із вступу та п'яти глав, в якими є підзаголовки. Окремі блоки мають порядковий номер.

### Вступ: Радість Євангелія
I. Радість, що оновлюється і поширюється [2–8]
II. Солодка і втішна радість євангелізації [9-10]: Вічна новинка [11–13]
ІІІ. Нова євангелізація в справі передачі віри [14–15]: Цілі та межі цього листа [16–18]

### Глава I. Місіонерське перетворення Церкви
Місіонерська трансформація Церкви [19]
I. Церква перед «Виходом» [20–23]: Проявляйте ініціативу, беруть участь, супроводжуйте, приносите свої плоди та святкуйте [24]
II. Душпастирство й навернення [25–26]: Неминуче оновлення церкви [27–33]
III. Від серця Євангелія [34–39]
IV. Місія, втілювана в людських обмеженнях [40–45]
V. Мати з відкритим серцем [46–49]

### Глава II. В умовах кризи спільної справи
В умовах кризи залучення громад [50–51]
I. Деякі виклики сучасного світу [52]: «Ні» економіці відчуження [53–54]: «Ні» щодо нового ідолопоклонства перед грошима [55–56]: «Ні» правлячим, а не служачим грошам [57–58]: «Ні» беззаконню, породжуючому насильство [59–60]: Деякі культурні виклики [61–66]: Виклики інкультурації віри [67–70]: Виклики міських культур [71–75]
II. Спокуси пастирських співробітників [76–77]: «Так» виклику місіонерської духовності [78–80]: «Ні» егоїстичній ліні [81–83]: «Ні» марному песимізмові [84–86]: «Так» новим відносинам, народжених Христом [87–92]: «Ні» духовній світськості [93–97]: «Ні» ворожнечі між нами [98–101]: Інші церковні виклики [102–109]

### Глава ІІІ. Проповідь Євангелія
Проголошення Євангелія [110]
I. Весь народ Божий сповіщає Євангеліє [111]: Народ для всіх [112–114]: Багатоликий народ [115–118]: Всі ми — учні-місіонери [119–121]: Євангелізаційна сила народного благочестя [122–126]: Від людини до людини [127–129]
Харизми на служінні євангелізуючої громади [130–131]
Культура, думка і освіта [123–134]
II. Гомілія (казання, проповідь) [135–136]
Літургійний контекст [137–138]: Материнське слово [139–141]: Слова, запалюючі серця [142–144]
III. Підготовка до проповіді [145]: Поклоніння істині [146–148]: Персоналізація слова [149–151]: Духовне читання [152–153]: Слухаючи нарід [154–155]
Педагогічні засоби [156–159]
IV. Євангелізація та поглиблення керігми [160–162]
Керігматічна й містагогічна катехізація [163–168]: Особистий супровід процесів розвитку [169–173]: Навколо Слова Божого [174–175]

### Глава IV. Соціальний вимір євангелізації
Соціальний вимір євангелізації [176]
I. Общинний і соціальний резонанс керігми [177]: Визнання віри і соціальна відповідальність [178–179]: Закликаюче нас Царство [180–181]: Вчення Церкви про соціальні проблеми [182–185]
II. Включення бідних в соціальне життя [186]: Почуємо крик в єдності з Богом [187–193]: Зберігати вірність Євангелію, щоби не змагатися марно [194–196]: Привілейоване становище бідних в народі Божому [197–201]
Економіка і розподіл доходів [202–208]: Піклуватися про крихкість [209–216]
III. Спільне благо і соціальний світ [217–221]
Час вище простору [222–225]: Єдність превалює над конфліктом [226–230]: Реальність важливіше ідеї [231–233]: Ціле понад частину [234–237]
IV. Соціальний діалог як внесок у справу миру [238–241]: Діалог віри, розуму і наук [242–243]
Екуменічний діалог [244–246]: Відносини з Юдаїзмом [247–249]: Міжрелігійний діалог [250–254]: Соціальний діалог в контексті релігійної свободи [255–258]

### Глава V. Благовістники з Духом
Євангелісти з духом [259–261]
I. Мотивування для оновленого місіонерського потягу [262–263]: Особиста зустріч з рятуючою нас любов'ю Ісуса [264–267]: Духовна радість — бути народом [268–274]: Таємнича дія Воскреслого та Його Духа [275–280]: Місіонерська сила заступництва [281–283]
II. Марія, Матір євангелізації [284]: Дар Ісуса Його народові [285–286]: Зірка нової євангелізації [287–288]

## Вплив
Більшість закликів — це особисте прозріння Франциска. Його текст цитує кілька джерел.
Основним джерелом є Пропозиції синодальних отців XIII зборів Синоду єпископів, які цитуються 27 разів. Серед отців Церкви Франциск цитує Іринея Ліонського, Амвросія Медіоланського та Аврелія Августина. Серед середньовічних вчителів він цитує Ісаака Стеллі, Томаса Кемпіса та святого Тому Аквінського. Сучасні автори, яких цитує Папа Римський, включають Джона Генрі Ньюмена, Анрі де Любака, Романо Гвардіні та Жоржа Бернаноса.
10 травня 2015 року Рауль Кастро зустрівся з Папою Франциском у Ватикані, де йому вручили копію цього документу. Коли Дональд Трамп відвідав місто Ватикан 25 травня 2017 р., то Папа Франциск подарував йому копії «Evangelii gaudium» та «Laudato si'».
У травні 2007 р. на П’ятій єпископській конференції Латинської Америки в Апаречіді (Бразилія), кардинала Хорхе Бергольо, пізніше Папу Франциска обрали його братні єпископи, щоби очолити важливий комітет, котрому доручили підготувати підсумковий документ. Документ з Апаречіди включає теми, що стосуються євангелізму, піклуванню про бідних та багато іншого, що також є в «Evangelii gaudium».
Аналогічно «Redemptor hominis» Папи Івана Павла II, опублікований у перший рік папства, і Папа Франциск опублікував цей документ у перший рік свого папства, щоби дотриматися продовження теми.

## Реакція
Адам Расмуссен, відкрив «Франциска партизана» в Джорджтаунському університеті, де виступив за «Евангелія Гаудіум», бо «Франциск вже позитивно висловився про релігійний плюралізм», як за документ про людське братерство: «Незважаючи на суєту в цьому документі зроблено те, що він говорить про релігії, насправді менш примітні, ніж ті, що є в Евангелії Гаудіум. Я думаю, що багато людей не помітили розділ № 254, коли він вийшов у світ, тому що вони були надто зайняті сперечаннями про інші розділи Евангелії Гаудіум!» Але це факт, що «Франциск переймається просуванням вчення II-го Ватиканського собору щодо інших релігій» «у своєму першому офіційному документі».
Пат Перрієлло, доцент університету Джона Хопкінса, називає цей документ «справді чудовим», що представляє «сміливе нове бачення Церкви».